# Zeche Wilhelmine
Die Zeche Wilhelmine ist ein ehemaliges Steinkohlenbergwerk in Kirchhörde. Das Bergwerk war auch unter den Namen Zeche Wilhelmina oder Zeche Wilhelminenbänke bekannt. Das Bergwerk wurde von dem Alleingewerken Dr. Funke betrieben.

## Bergwerksgeschichte
Am 2. November des Jahres 1770 wurden die Längenfelder Wilhelmine 1 und Wilhelmine 2 verliehen. Ab dem Jahr 1784 war das Bergwerk nachweislich für mehrere Jahre in Betrieb. Im Jahr 1800 war der Schacht Junius in Förderung. Im November des Jahres 1803 wurde das Bergwerk stillgelegt. Im März des Jahres 1846 wurde das Bergwerk wieder in Betrieb genommen. Zur Förderung der abgebauten Kohlen wurde der Pferdegöpelschacht der Zeche Storksbank genutzt. Noch im selben Jahr wurde die Zeche Wilhelmine mit der Zeche Storksbank vereinigt, jedoch wurde dieses bergbehördlich nicht bestätigt. Im Jahr 1847 wurde im Bereich eines Luftschachtes abgebaut. Im selben Jahr wurde ein Schurfschacht geteuft. Im Jahr 1854 wurde die Zeche Wilhelmine endgültig stillgelegt. Im Jahr 1897 wurde das Bergwerk zur Zeche Glückauf Tiefbau zugeschlagen.